# Greg Richling
Greg Richling, de son vrai nom Gregory Martin Richling, né le 31 août 1970, est le bassiste du groupe de rock américain The Wallflowers depuis mai 1993, succédant à Barry McGuire. Il est un ami d'enfance de Jakob Dylan. Richling s'est illustré comme l'un des meilleurs bassiste de sa génération. Également producteur, il a travaillé avec Pearl Jam, Jack Irons, Fiona Apple, Michael Penn, Macy Gray, Joe Henry et beaucoup d'autres.